# Пам'ятки археології Барвінківського району
У Барвінківському районі Харківської області на обліку перебуває 40 пам'яток археології.
| № з/п | Охоронний № | Місцезнаходження об'єкту | Назва об'єкту                               | Дослідник, рік обстеження | Розміри         | Кат     | Рішення Харківського ОВК, накази УКіТ | Охоронна зона: розміри, Рішення Харківського ОВК, накази УКіТ                                                      |
| ----- | ----------- | --- | ------------------------------------------- | --- | --------------- | ------- | ------------------------------------- | --- |
| 1     | 316         | с. Архангелівка Подолівської с/р, з північного боку дороги на м. Барвінкове                                                                  | Кургани. 6.III тис. до н.е. – I тис. н.е.   | Колєнченко Н.Г., арх. 1971р. | Вис. 1,0-1,5 м  | Місцева | №61 від 25.01.72р.                    | 50 м.№ 33 від 23.01.84р.                                                                                           |
| 2     | 317         | с. Благодатне Подолівської с/р, за 1,5 км на Пн-Зх від села                                                                                  | Кургани. 2.III тис. до н.е. – I тис. н.е.   | Бородулін В.Г., арх., 1971р. | Вис. 1,5 м      | Місцева | -<< -                                 | 50 м.№ 197 від 16.04.84р.                                                                                          |
| 3     | 2203        | с. Богодарове Богодарівської с/р | Кургани. 12III тис. до н.е. – I тис. н.е.   | Бакуменко К.І., зав. сектором охорони пам’яток археології ХІМ. 2003р. | Вис. 0,4-3,0 м  | Місцева | №183 від 20.04.87р.                   | 50м.№184 від 20.04.87р.(встановлена на 10 курганів)                                                                |
| 4     | 2204        | с. Василівка Першої Гусарівської с/р | Кургани. 15.III тис. до н.е. – I тис. н.е.  | Бакуменко К.І., зав. сектором охорони пам’яток археології ХІМ. 2003р. | Вис. 0,5-4,0 м  | Місцева | -<< -                                 | 50м.№184 від 20.04.87р.                                                                                            |
| 5     | 2101        | с. Велика Комишуваха Великокомишуваської с/р                                                                                                 | Кургани. 57. III тис. до н.е. – I тис. н.е. | Шрамко Б.А. та інші. 1977р. | Вис. 0,5-3,0 м  | Місцева | №118 від 17.03.86р.                   | 50м.№184 від 20.04.87р.                                                                                            |
| 6     | 2205        | с. Веселе Гусарівської с/р | Курган. III тис. до н.е. – I тис. н.е.      | Бакуменко К.І. 2003р. | Вис. 2,5 м      | Місцева | №183 від 20.04.87р.                   | 50м.№184 від 20.04.87р.                                                                                            |
| 7     | 318         | с. Грушуваха Грушуваської с/р | Кургани. 10.III тис. до н.е. – I тис. н.е.  | Бакуменко К.І. 2003р. | Вис.0,4-4,0 м   | Місцева | №61 від 25.01.72р.                    | 50 м.№ 33 від 23.01.84р.                                                                                           |
| 8     | 325         | с. Грушуваха Грушуваської с/р | Кургани. 8.III тис. до н.е. – I тис. н.е.   | Бакуменко К.І. 2003р. | Вис. 1,0-3,0 м  | Місцева | -<< -                                 | 50 м.№ 197 від 16.04.84р.                                                                                          |
| 9     | 2102        | с. Гусарівка Гусарівської с/р | Кургани. 22.III тис. до н.е. – I тис. н.е.  | Бакуменко К.І. 2003р. | Вис. 1,0-5,0 м  | Місцева | №118 від 17.03.86р.                   | 50м.№184 від 20.04.87р.(встановлена на 14 курганів).10м. Наказ УКіТ № 19 від 17.02.05р.(встановлена на 6 курганів) |
| 10    | 2103        | с. Дмитрівка Іванівсько Другої с/р | Кургани. 24.III тис. до н.е. – I тис. н.е.  | Шрамко Б.А та інші. 1977р. | Вис. 0,5-3,0 м  | Місцева | -<< -                                 | 50м.№184 від 20.04.87р.(встановлена на 10 курганів)                                                                |
| 11    | 2285        | с-ще Іванівка Іванівської Другої с/р | Кургани. 15.III тис. до н.е. – I тис. н.е.  | Бакуменко К.І. 2003р. | Вис. 1,0-1,5 м  | Місцева | № 161 від 18.04.88р.                  | 10м. Наказ УКіТ № 19 від 17.02.05р.                                                                                |
| 12    | 2206        | с. Іллічівка Іллічівської с/р | Кургани. 11.III тис. до н.е. – I тис. н.е.  | Шрамко Б.А та інші. 1977р. | Вис. 0,6-3,0 м  | Місцева | №183 від 20.04.87р.                   | 50м.№184 від 20.04.87р.                                                                                            |
| 13    | 326         | с. Ковалівка Гаврилівської с/р | Кургани. 2III тис. до н.е. – I тис. н.е.    | Бородулін В.Г., арх., 1971р. | Вис. 1,5 м      | Місцева | №61 від 25.01.72р.                    | 50 м.№ 33 від 23.01.84р.                                                                                           |
| 14    | 2207        | с. Котівка Гаврилівської с/р | Кургани. 4.III тис. до н.е. – I тис. н.е.   | Бакуменко К.І. 2003р. | Вис. 1,0-2,0 м  | Місцева | №183 від 20.04.87р.                   | 50м.№184 від 20.04.87р.(встановлена на 3 кургани)10м. Наказ УКіТ № 19 від 17.02.05р.                               |
| 15    | 2208        | с. Курулька Іллічівської с/р | Кургани. 17.III тис. до н.е. – I тис. н.е.  | Бакуменко К.І. 2003р. | Вис. 0,5-2,5 м  | Місцева | -<< -                                 | 10м. Наказ УКіТ № 19 від 17.02.05р.                                                                                |
| 16    | 2209        | колишнє с. Мала Андріївка Подолівської с/р, 1 км на захід від с. Олександрівка Подолівської с/р                                              | Кургани. 4.III тис. до н.е. – I тис. н.е.   | Шрамко Б.А та інші. 1977р. | Вис. 0,5-1,5 м  | Місцева | -<< -                                 | |
| 17    | 2104        | с. Малолітки Григорівської с/р | Кургани. 16.III тис. до н.е. – I тис. н.е.  | Бакуменко К.І. 2003р. | Вис. 0,3-2,0 м  | Місцева | № 118 від 17.03.86р.                  | |
| 18    | 2210        | с. Мар’ївка Іванівської Другої с/р | Кургани. 55. III тис. до н.е. – I тис. н.е. | Бакуменко К.І. 2003р. | Вис. 0,5-3,5 м  | Місцева | №183 від 20.04.87р.                   | 10м. Наказ УКіТ № 19 від 17.02.05р.(встановлена на 40 курганів)                                                    |
| 19    | 321         | с. Мечебилове Мечебилівської с/р, з півн. Боку села, вздовж дороги на м. Лозова                                                              | Кургани. 2.III тис. до н.е. – I тис. н.е.   | Бакуменко К.І. 2003р. | Вис. 0,8-3,0 м  | Місцева | №61 від 25.01.72р.                    | 50 м.№ 33 від 23.01.84р.                                                                                           |
| 20    | 322         | с. Мечебилове Мечебилівської с/р, в 200м від птахоферми та 50 м від дороги на м. Лозова                                                      | Кургани. 5.III тис. до н.е. – I тис. н.е.   | -<< - | Вис. 0,8–2,0 м. | Місцева | -<< -                                 | 50 м.№ 33 від 23.01.84р.                                                                                           |
| 21    | 323         | с. Мечебилове Мечебилівської с/р, за 2 км на під від села                                                                                    | Кургани. 8.III тис. до н.е. – I тис. н.е.   | -<< - | Вис. 1,0-2,0 м. | Місцева | -<< -                                 | 50 м.№ 33 від 23.01.84р.                                                                                           |
| 22    | 2286        | с. Надеждівка Богодарівської м/р | Кургани. 2.III тис. до н.е. – I тис. н.е.   | Шрамко Б.А та інші. 1977р. | Вис. 1,0-1,8 м  | Місцева | № 161 від 18.04.88р.                  | 10м. Наказ УКіТ № 19 від 17.02.05р.                                                                                |
| 23    | 320         | с. Нова Миколаївка Новомиколаївської с/р | Кургани. 5III тис. до н.е. – I тис. н.е.    | Бакуменко К.І. 2003р. | Вис. 0,5-4,0 м  | Місцева | №61 від 25.01.72р.                    | 50 м.№ 33 від 23.01.84р.                                                                                           |
| 24    | 319         | с. Стара Семенівка Мечебилівської с/р | Кургани. 4.III тис. до н.е. – I тис. н.е.   | Бакуменко К.І. 2003р. | Вис. 0,5-2,5 м  | Місцева | -<< -                                 | 50 м.№ 197 від 16.04.84р.                                                                                          |
| 25    | 2287        | с. Червона Поляна Іванівської с/р | Кургани. 5.III тис. до н.е. – I тис. н.е.   | Шрамко Б.А та інші. 1977р. | Вис. 0,9-1,0 м  | Місцева | № 161 від 18.04.88р.                  | 10м. Наказ УКіТ № 19 від 17.02.05р.                                                                                |
| 26    | 324         | с. Червоний Лиман Новомиколаївської с/р | Кургани. 6.III тис. до н.е. – I тис. н.е.   | Бакуменко К.І. 2003р. | Вис. 1,0-5,0 м  | Місцева | №61 від 25.01.72р.                    | 50 м.№ 33 від 23.01.84р.                                                                                           |
| 27    |             | м. Барвінкове (на землях Іллічівської с/ради). 9 курганів, розташовані за 0,5 км на північ від північно-східної околиці міста                | Кургани                                     | Бакуменко К.І. – зав. сектору охорони пам’яток археології ХІМ, Котов Д.Ю. – м.н.с. ХІМ, 2003 р Енеоліт. Доба бронзи. Скіфський час. Раннє середньовіччя. III тис. до н.е. – I тис. н.е. | вис. 0,5-3,0 м  | Об’єкт  | Наказ УКіТ № 25 від 02.03.05р.        | |
| 28    |             | с. Богданово Гаврилівської с/ради. 1 курган, розташований за 1 км на південний захід від села                                                | Курган                                      | – << – | вис. 1,2 м      | Об’єкт  | Наказ УКіТ № 25 від 02.03.05р.        | |
| 29    |             | с. Василівка Друга Гусарівської с/ради. 14 курганів, розташовані на північно-східній околиці села та у 2 - 4,5 км на південний схід від села | Кургани                                     | – << – | вис. 0,4-4,0 м  | Об’єкт  | Наказ УКіТ № 25 від 02.03.05р.        | |
| 30    |             | с. Григорівка Григорівської с/ради.5 курганів, розташовані за 0,5 км на південь та схід від села                                             | – << –                                      | – << – | вис. 0,5-3,0 м  | Об’єкт  | Наказ УКіТ № 25 від 02.03.05р.        | |
| 31    |             | с. Дібрівне Іллічівської с/ради. 2 кургани., розташовані за 1 км на захід від села                                                           | – << –                                      | – << – | Вис. 1,0-1,5 м  | Об’єкт  | Наказ УКіТ № 25 від 02.03.05р.        | |
| 32    |             | с. Малинівка Гаврилівської с/ради.3 кургани, розташовані на північно-східній околиці та за 0,7 км на північний схід від села                 | – << –                                      | – << – | вис. 1,0-1,5 м  | Об’єкт  | Наказ УКіТ № 25 від 02.03.05р.        | |
| 33    |             | с. Маяк Гусарівської с/ради. 2 кургани, розташовані у 0,8 – 2 км на північ від села                                                          | – << –                                      | – << – | вис. 2,0 м      | Об’єкт  | Наказ УКіТ № 25 від 02.03.05р.        | |
| 34    |             | с. Нова Дмитрівка Іллічівської с/ради. 8 курганів, розташовані у 3-3,5 м на північний захід та південний захід від села                      | – << –                                      | – << – | вис. 0,5-3,5 м  | Об’єкт  | Наказ УКіТ № 25 від 02.03.05р.        | |
| 35    |             | с. Пашкове Іллічівської с/ради. 10 курганів, розташовані на південний захід від села                                                         | – << –                                      | – << – | вис. 0,5-3,0 м  | Об’єкт  | Наказ УКіТ № 25 від 02.03.05р.        | |
| 36    |             | с. Петрівка Григорівської с/ради. 4 кургани, розташовані за 0,5 км на захід від села                                                         | – << –                                      | – << – | вис. 1,0-1,8 м  | Об’єкт  | Наказ УКіТ № 25 від 02.03.05р.        | |
| 37    |             | с. Погонівка Богодарівської с/ради. 8 курганів, розташовані на північ та північний захід від села                                            | – << –                                      | – << – | вис. 1,0-2,5 м  | Об’єкт  | Наказ УКіТ № 25 від 02.03.05р.        | |
| 38    |             | с. Українка Мечебилівської с/ради. 15 курганів, розташовані на західній околиці села, на схід та північний схід від села                     | – << –                                      | – << – | вис. 0,5-2,0 м  | Об’єкт  | Наказ УКіТ № 25 від 02.03.05р.        | |
| 39    |             | с. Федорівка Мечебилівської с/ради. 8 курганів, розташовані на північ та північний схід від села                                             | – << –                                      | – << – | вис. 0,5-1,5 м  | Об’єкт  | Наказ УКіТ № 25 від 02.03.05р.        | |
| 40    |             | с. Червона Балка Іванівської Другої с/ради.6 курганів, розташовані на південь та південний захід від села                                    | – << –                                      | – << – | вис. 0,7-2,0 м  | Об’єкт  | Наказ УКіТ № 25 від 02.03.05р.        | |

## Джерело
Лист Харківської Облдержадміністрації на запит ВМ УА від 28 березня 2012. Файли доступні на сайті конкурсу WLM.